# NGC 2934
NGC 2934 في الفهرس العام الجديد، هي مجرة، تقع في كوكبة الأسد. اكتشفت في 2 أبريل 1865 بواسطة ألبرت مارث.

## روابط خارجية
- NGC 2934 على موقع ويكي سكاي: DSS2, SDSS, GALEX, IRAS, Hydrogen α, X-Ray, Astrophoto, Sky Map, Articles and images